# Източнобосненски говор
Източнобосанският говор или Източнобосненският говор е от т.нар. щокавски на територията на бивша Югославия и е йекавски.
Спорно е политически, дали този говор е наречие и съответно сръбски или хърватски диалект (по времето на СФРЮ, този говор е считан за диалект на общия сърбохърватски език), или самостоятелен език на който бошняците, които базират на него книжовния босненски език.
Особеностите на тази говор се изразяват в това, че се говори или по-точно се е говорил от босненските мюсюлмани в източната част на Босна и Херцеговина, а именно около Сараево, Тузла и Зеница. Говорът се разпрострира и в Посавието около Фойница, а и сред босненско-хърватските изселници в Хърватско и другите части на Босна по време и след войната в Босна и Херцеговина. Под въздействие на съседните говори се наблюдава и икавизъм и екавизъм, но отличителното при този говор е употребата на –шћа вместо –шта в хърватския, например клијешћа вместо клешта.
Този говор се разпростира и сред херцеговинците около планината Озрен в т.нар. Стара Херцеговина в Черна гора.